# کونگ هی-یونگ
کونگ هی-یونگ (انگلیسی: Kong Hee-yong؛ زادهٔ ۱۱ دسامبر ۱۹۹۶) بدمینتون‌باز اهل کره جنوبی است.